# Sweet Melodies Bombaygang
Sweet Melodies Bombaygang is een Surinaamse muziekgroep. De groep bracht vier albums uit, waarvan het debuutalbum uit 2013 door het Satish Music Center werd bekroond met een prijs voor Best verkochte album.
De groep werd als Sweet Melodies in augustus 2010 opgericht en bestaat uit zeven leden. De groep heeft een gevarieerd repertoire, met stijlen van chutney tot soul. In 2017 waren er enkele wisselingen in de groep en ondertussen werd de naam gewijzigd in Sweet Melodies Bombaygang. De frontzanger van de groep is Akash Mahabier (stand 2021).
Sweet Melodies stond onder leiding van Sunil Bikharie en had Anand Balgobind in de gelederen. Toen Bikharie enkele maanden naar Nederland ging, kreeg Balgobind tijdelijk de leiding in handen. In die tijd wisselde hij enkele leden in de groep. Bij terugkeer legde hij het nieuwe team aan Bikharie voor en die liet de leiding in het vervolg aan Balgobind over. Bikharie bleef wel aan als musicus in de groep, tot hij in 2015 wegens ziekte afscheid nam.
In 2013 regelde Shasvien Boedhoe sponsorgelden waardoor er een album opgenomen kon worden. Nummers van het album die aansloegen, waren Mohan kie moeralia en Kalyugke bibie. Het album werd in 2014 bekroond met een prijs van het Satish Music Center (SMC) als de Best verkochte cd in de categorie semiklassieke band. Hierna bracht de groep nog drie albums uit. Enkele liederen werden door Anand Balgobind zelf geschreven. In 2015 behaalde hij de tweede plaats op de Baithak Chutney Contest.
De groep treedt op tijdens evenementen als Bigi Sma Dey en Owry Yari, en tijdens andere gebeurtenissen zoals toneelvoorstellingen. Het tienjarig jubileum in 2020 werd gevierd met een liefdadigheidsactie. Verder werd een jubileumalbum uitgebracht, getiteld Gana gayedja.